# Inmigración caribeña en Argentina
La inmigración caribeña en Argentina se refiere a un movimiento migratorio desde el Caribe hacia la Argentina.  

## Influencia caribeña en la cultura Argentina

#### Música
La Cumbia argentina es un género musical propio de Argentina con influencias de la cumbia colombiana y peruana, aunque con rasgos característicos propios de la movida tropical de ese país, originada durante la segunda mitad de la década de 1950 y con su etapa de desarrollo a partir de 1960. Junto al cuarteto cordobés, surgido a mediados del siglo pasado entre la clase obrera cordobesa, conforman la "movida tropical" Argentina.
El Cuarteto es un heredero directo de la fusión de la música que trajeron los inmigrantes italianos y españoles a la Argentina, en especial la tarantela y el pasodoble, aunque fue creado fundamentalmente por miembros de la clase obrera criolla. Por su hibridación es complejo delimitar los aportes de esta música popular, aunque hay acuerdo en la influencia de géneros tropicales de Sudamérica, como de la gaita zuliana, el jalaíto y el paseo, de raigambre afro. El merenteto es una mezcla entre el cuarteto y el merengue. Hay dos teorías de cómo se creó este subgénero: algunos apuntan a la introducción de los instrumentos de viento por parte de Chébere, y otros se lo atribuyen al cantante Jean Carlos, que tiene origen dominicano, como el género musical.

## Distribución territorial
| Rango | País                                   | Población |
| ----- | -------------------------------------- | --------- |
| 1     | Venezuela                              | 200.000   |
| 2     | Colombia                               | 100.000   |
| 3     | República Dominicana                   | 77.000    |
| 4     | Haití                                  | 15.000    |
| 5     | Cuba                                   | 2.500     |
| 6     | Estados Unidos (Florida y Puerto Rico) | 180       |

### Inmigración de países Caribeños en Argentina
- Inmigración colombiana en Argentina
- Inmigración dominicana en Argentina
- Inmigración haitiana en Argentina
- Inmigración estadounidense en Argentina
- Inmigración venezolana en Argentina
- Inmigración panameña en Argentina

## Caribeños notables residentes en Argentina
- katherine Fulop, actriz y modelo.
- Claribel Medina, actriz y conductora.
- Tito Puccetti, periodista deportivo.
- Jean Carlos, cantante.
- Pedro Henríquez Ureña, intelectual y escritor.